# Энвер-паша
Исмаи́л Энве́р, известный также как Энвер-паша́ или (первоначально) как Энвер-бей (осман. اسماعیل انور پاشا‎, тур. İsmail Enver Paşa; алб. Enver Pasha 23 ноября 1881 — 4 августа 1922) — османский военный и политический деятель. Активный участник Младотурецкой революции 1908 года. Военный министр Османской империи во время Первой мировой войны. Один из главных организаторов массовой депортации и геноцида армян, военный преступник. Являлся одним из лидеров младотурецкой партии «Единение и прогресс».
Один из деятелей младотурок, пытавшихся преобразовать архаическую Османскую империю в современную Турцию. Идеолог и практик пантюркизма. Один из руководителей басмаческого движения в Центральной Азии.

## Биография

### Ранние годы

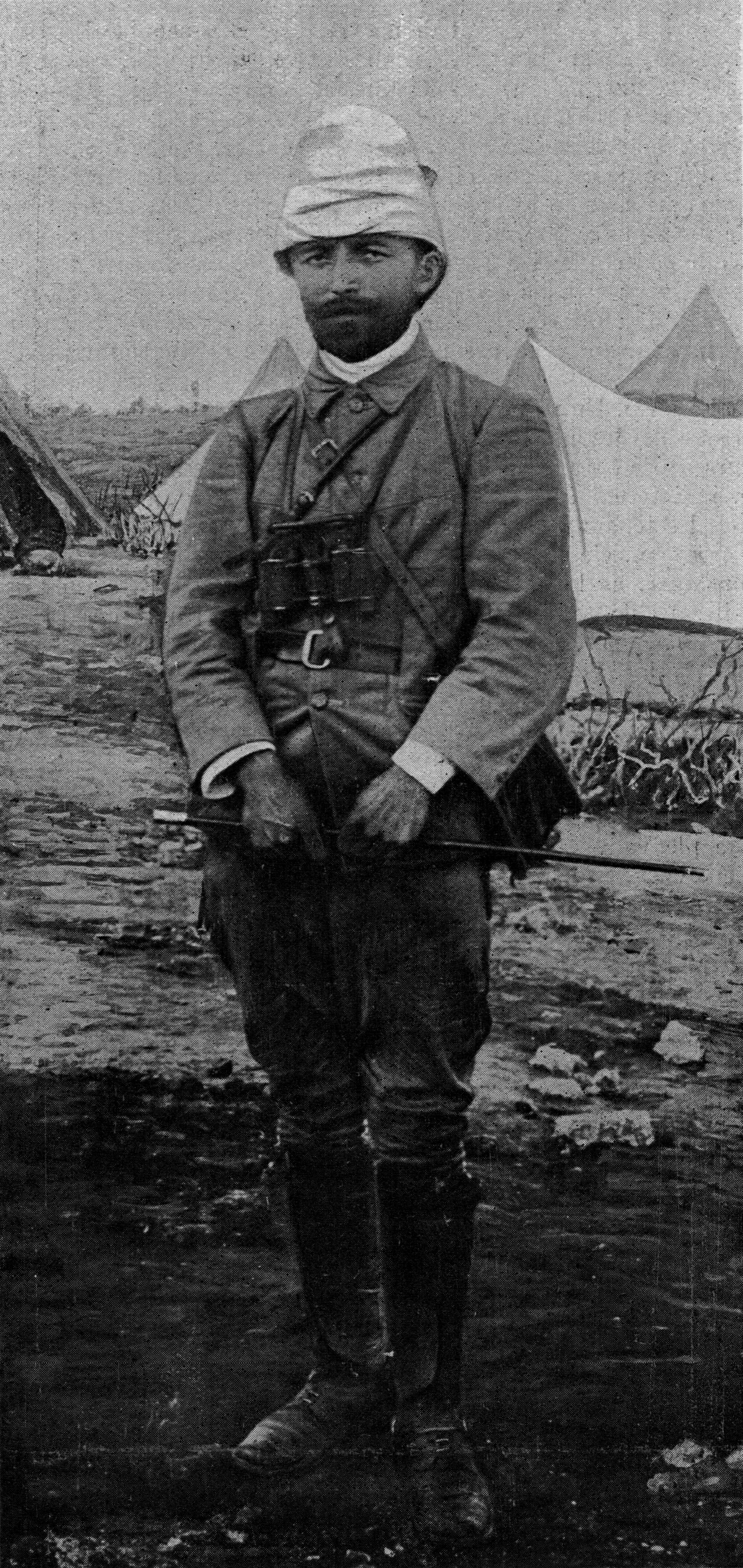
Энвер-паша во время Итало-Турецкой войны

Исмаил Энвер родился 22 ноября 1881 года в Стамбуле в семье железнодорожного работника Хаджи Ахмед-бея и его жены Айши Диляры. Отец Энвера по этнической принадлежности был турком и работал служащим в ведомстве общественных работ, а мать — албанкой (бабушка Энвера была черкешенкой).
Кроме Энвера в семье были ещё трое детей: брат Нури, тоже ставший военным, брат Камиль и сестра.
После окончания начальной и средней школы Энвер поступил в военный лицей в городе Монастир. Учился он весьма средне и по завершении учёбы получил звание лейтенанта. Военное образование завершил в Военной академии Генерального штаба, которую окончил в 1903 году в звании капитана.
В 1906 году уже в чине майора Энвер вступил в связанное с организацией «Единение и прогресс» тайное общество «Ватан ве хюрриет» («Родина и свобода»). Принимал участие в террористических акциях против присылавшихся Абдул-Хамидом в Македонию пашей.
В июне 1908 года среди офицеров османской армии распространилось известие о подписании в Ревеле соглашения между Николаем II и английским королём Эдуардом VII о реформах в Македонии. 3 июля в македонском городе Ресен произошло восстание под руководством майора Ахмеда Ниязи-бея. А 6 июля к восстанию присоединился Энвер. В течение нескольких дней отряд Энвера вырос до нескольких тысяч человек.
10 июля 1908 года на митинге, после трёхкратного залпа орудий, Энвер провозгласил восстановление конституции в Османской империи. Энергичные действия и успех Энвера сделали его необычайно популярным.
Он стал титуловаться Героем свободы, его даже сравнивали с Наполеоном I. Революционная эйфория и внезапно свалившаяся известность породили в Энвере веру в свою «особую судьбу» и «божественное предназначение».
В 1909 году он был назначен военным атташе в Берлине и пробыл там ещё 2 года. Время, проведённое в Германии, сделало Энвера убеждённым германофилом. Особенно его восхищала немецкая армия: её дисциплинированность, уровень подготовки и вооружение.
Поражение Османской империи в ходе Итало-турецкой войны 1911—1912 гг. привело к падению популярности младотурок, и в июле 1912 года результате переворота к власти пришла партия «Хюрриет ве итиляф» («Свобода и согласие»). В августе был распущен меджлис (парламент), в котором доминировали младотурки.

## Приход к власти

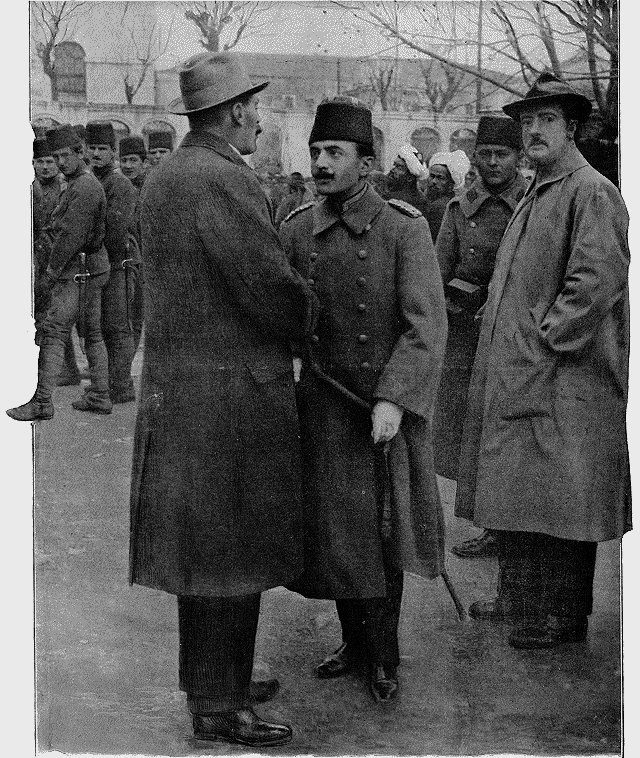
Энвер-паша принимает иностранных представителей после переворота 1913 года.

В январе 1913 года Энвер осуществил государственный переворот, приведший к свержению правительства Кямиля-паши. После переворота была установлена военная диктатура «трёх пашей» — вместе с Талаат-пашой и Джемаль-пашой Энвер-паша образовал неофициальный триумвират.
С лета 1913 года по конец 1914 года Энвер-паша находился на пике своего престижа и власти. В начале 1913 года Исмаил Энвер был удостоен почетного титула «паша», под которым он и по сей день известен как «Энвер-паша», а также получил звание генерал-майора. Его социальному продвижению способствовал брак с османской принцессой.
3 января 1914 года султан Мехмед V назначил его военным министром Османской империи. Будучи военным министром, Энвер «зачистил» офицерский корпус, вынудив генералов и офицеров, заподозренных в противостоянии младотуркам, уйти в отставку.
Заняв пост военного министра, Энвер продвигал идеологию пантюркизма и панисламизма. Был сторонником искоренения христианского населения (в частности, армян и ливанцев) на территории Оттоманской империи.

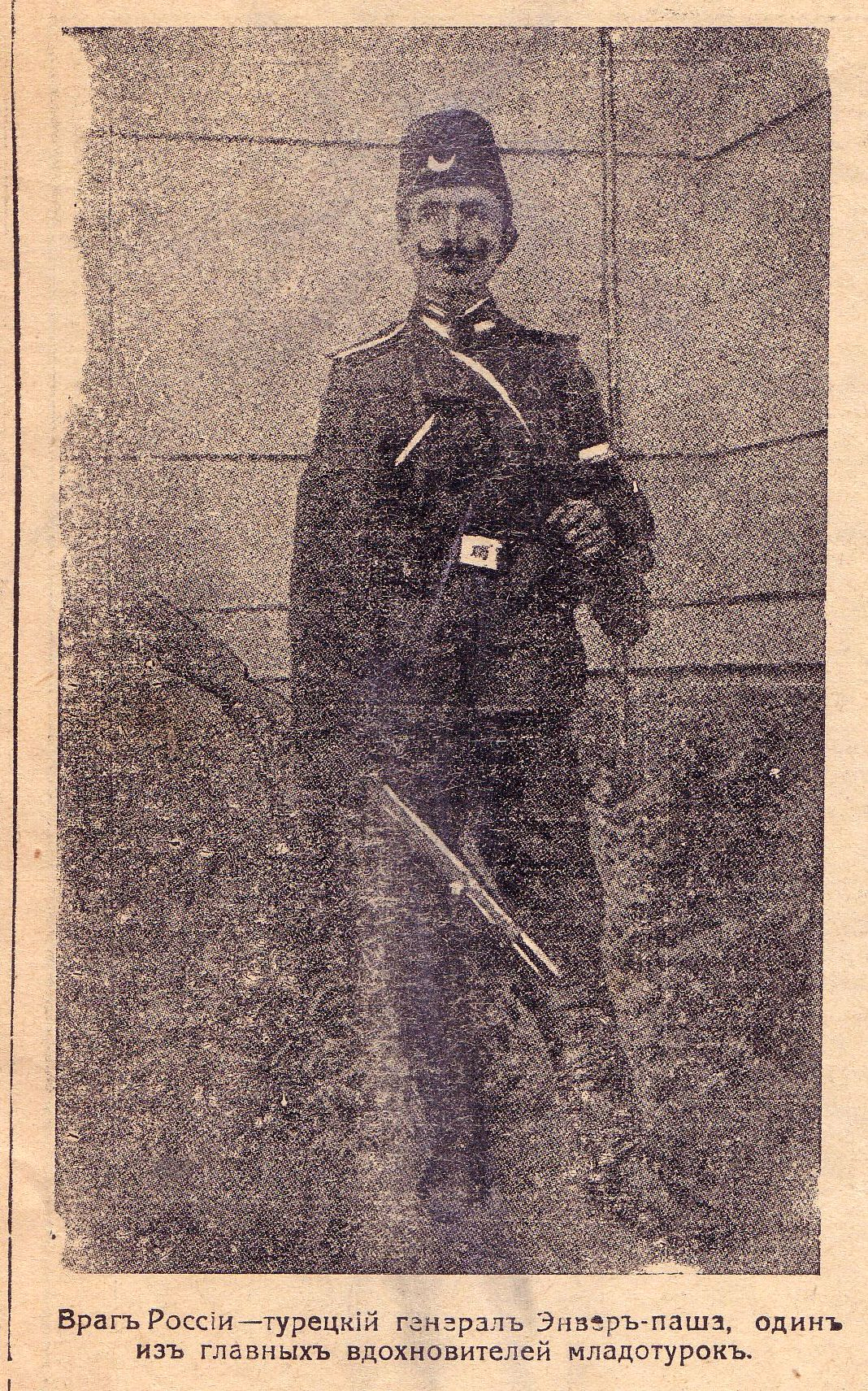
На фотографии 1914 года

## Первая мировая война
В 1914 году Энвер выступил за военный союз Турции с Германией и содействовал вовлечению Турции в Первую мировую войну.
После поражения при Сарыкамыше военная репутация Энвера в армии была серьезно подорвана, но была частично восстановлена благодаря более поздним военным успехам, особенно при обороне Галлиполи.
Энвер-паша вместе с Талаат-пашой и Джемаль-пашой был одним из главных организаторов геноцида армян, греков и ассирийцев в Османской империи во время Первой мировой войны.
В Средней Азии в 1916 году Энвер-паша разжигал пантюркистские мечты в связи с восстанием басмачей против царской власти, что привело к кризису доверия к немецкому военному руководству.
После перестановок в правительстве в феврале 1917 года Энвер стал заместителем нового великого визиря Талат-паши. После Октябрьской революции 1917 года и Брест-Литовского мирного договора 3 марта 1918 года Энвер-паша создал в июне 1918 года «исламскую армию» на Кавказе для завоевания Азербайджана и важного нефтяного мегаполиса Баку, что снова вызвало трения с союзной Германией и привело к резне армян в Баку. Незадолго до окончания войны он руководил турецкими военными операциями как «вице-генералиссимус» — фактически как главнокомандующий, но номинально султан был выше его как «генералиссимус».

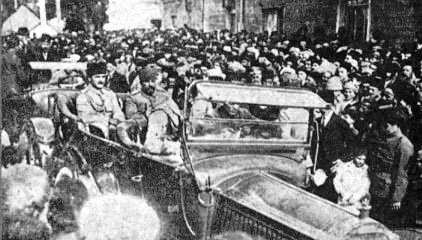
Энвер-паша в Батуме в 1918 году

## После войны

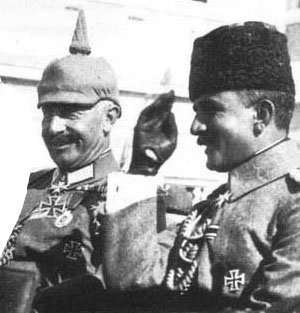
Энвер-паша и Вильгельм II в 1917 году

После подписания Турцией Мудросского перемирия в 1918 году Энвер вместе с Талаат-пашой и Джемаль-пашой бежал в Германию на немецкой подводной лодке, где жил под псевдонимом Али-бей. В его отсутствие послевоенный трибунал в Стамбуле судил Энвера и заочно приговорил его к смертной казни.
В 1919 году Энвер встретился в Германии с коммунистом Карлом Радеком, представлявшим Советскую Россию и решил вступить в официальный контакт с российскими большевиками и использовать каналы связей между немецкими военными кругами и большевиками с целью организовать и возглавить в Средней Азии борьбу против Великобритании.

## Деятельность в РСФСР
В начале сентября 1920 года Энвер-паша прибыл со своими сподвижниками-пантюркистами в РСФСР и прожил в Москве около полутора лет, работая в Обществе Единства Революции с Исламом (ОЕРИ). Правительство Советской России надеялось использовать ОЕРИ для защиты своих интересов в Средней Азии и на Кавказе, и Энвер-паша согласился на определённую программу взаимодействия, при этом стратегической целью было противодействие англичанам.
В это время Энвер-паша вернулся на короткое время в Берлин, затем по приглашению РСФСР принял участие в Конференции Народов Востока в Баку. Во время конференции его появление было встречено протестами со стороны турецкой делегации и ряда представителей Азербайджана. 12 марта 1921 года Великим турецким национальным собранием был запрещён въезд в Турцию Энвер-паше и Халил-паше за «возможное ухудшение внутренней политики в стране и внешних отношений правительства Анкары».
30 июля 1921 года, после конференции, Энвер-паша поехал в Батум, чтобы оттуда попытаться проникнуть в Анатолию, но попал в бурю и вернулся в Батум, где объединял оппозиционные Мустафе Кемалю силы, апеллируя к тому, что в борьбе за независимость против Греции Турция должна быть едина.
Наркоминдел Г. В. Чичерин считал, что популярность идей пантюркизма Энвера-паши поможет Советской власти в Туркестане в борьбе с басмачеством, куда он и был послан в ноябре 1921 года по линии НКИДа. Он сам предложил себя в качестве советника Красной армии по формированию национальных частей в её составе и взаимодействию с басмачами против эмира.

## В Бухаре
В это время он стал вынашивать планы перехода на сторону басмачей, о чём поделился во время тайных встреч с Председателем Центрального комитета Совета Национального Единства Туркестана, башкиром Ахмет-Заки Валидовым, который предостерег его от прямой конфронтации с большевиками. Через 23 дня после приезда под предлогом поездки на охоту Энвер-паша выехал за пределы города и был задержан басмачами Ибрагим-бека. Оттуда он послал письмо бывшему эмиру Бухары в Афганистан о своём желании восстановить его во власти. Три месяца он находился в отряде Ибрагим-бека на положении пленника. Униженный и ограбленный, Энвер-паша вынужден был уничтожить все свои книги и фотографии.
Ибрагим-бек отпустил Энвер-пашу после получения приказа бывшего эмира и назначении его главнокомандующим всеми силами, выступавшими за восстановление власти последнего.

## Во главе басмаческого движения
Энвер-паша развернул активную деятельность по координации басмаческого движения и был признан бывшим эмиром Сеид Алим-ханом главнокомандующим всеми басмаческими отрядами Бухары и Хивы и части Туркестана. Советские историки приписывали Энвер-паше взятие Душанбе в середине февраля 1922 года, но он в это время был «почётным» пленником Ибрагим-бека и мог только наблюдать за действиями последнего в «душанбинских событиях».
В конце февраля 1922 года руководимые Энвер-пашой басмачи двинулись в поход на Бухару. За короткое время они смогли занять практически всю территорию Восточной Бухары и значительную часть западной БНСР, но не смогли захватить столицу Бухару. Советские представители неоднократно предлагали ему мир и признание его власти в Восточной Бухаре, однако Энвер-паша занял непримиримую позицию и требовал полного ухода советских войск из всего Туркестана.
В мае 1922 года Красная армия предприняла контрнаступление, использовав реки Амударью, Пяндж и Вахш для переброски войск. Энвер-паша, потерпев несколько тяжёлых поражений, оставил Душанбе. При попытке передислокации войск Энвер-паши в Локайской долине на его отряды с двух сторон напал Ибрагим-бек и нанёс ему значительный урон. Энвер-паша перешёл в окрестности Бальджуана, где был выслежен бойцами 16-го кавалерийского полка РККА.

## Гибель
Энвер-паша был убит 4 августа 1922 года в бою с частями Красной армии в кишлаке Чагана в 25 км от города Бальджуан на территории бухарского государства (ныне территория Республики Таджикистан).
Чекист Георгий Агабеков в своих мемуарах описывает операцию по обнаружению местонахождения Энвер-паши (Агабеков с напарником под видом торговцев внедрились в местное население и с помощью подкупа выяснили дислокацию штаба Энвер-паши) и цитирует рапорт командира конного дивизиона, атаковавшего штаб Энвер-паши: 
«Штаб басмачей во главе с Энвер-пашой бросился в горы, но наткнувшись на эскадрон, посланный в обход, принял бой. В результате боя штаб противника уничтожен. Успели спастись только трое. 28 трупов остались на месте боя. Среди них опознан и Энвер-паша. Ударом шашки у него снесена голова и часть туловища. Рядом с ним был найден Коран». 
По одной из версий Энвер-паша был убит армянином Яковом Мелькумовым, специально искавшим встречи с одним из виновников геноцида армян.
За уничтожение Энвер-паши и разгром его армии, командующий кавалерийским полком Мелькумов был повторно награждён орденом Красного Знамени.
По другой версии, Энвер-паша был убит в перестрелке в кишлаке Чагана в 25 км от г. Бальджуан (Таджикистан).
В своих мемуарах помощник Энвера-паши Явер Суфи-бей заявил, что Энвер-паша скончался от пулевого ранения, полученного во время кавалерийской атаки.

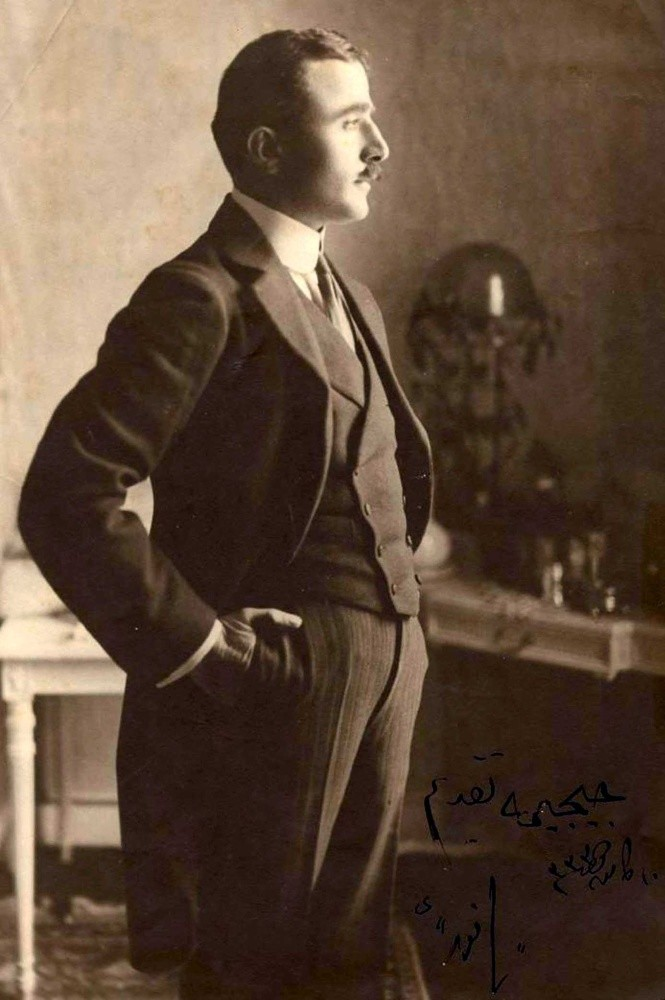

В РСФСР Энвер-паша лавировал между советской властью, бывшим бухарским эмиром, басмачами, однако при всём этом он старался проводить свою линию, пытаясь создать в Средней Азии пантюркское государство. В частности, он пользовался титулом «Главнокомандующего Вооружёнными силами ислама и наместника эмира Бухарского». На личной печати Энвер-паши была выгравирована надпись: «Верховный Главнокомандующий войсками Ислама, зять Халифа и наместник Магомета». В одно время Энвер выпускал прокламации, в которых провозглашал себя сеидом, то есть потомком пророка Мухаммеда.

## Память
Могила Энвер-паши была местом паломничества до середины 1930-х годов, потом советскими властями холм был срыт, но могила продолжала посещаться местными жителями. Эта могила получила название мазора Хазрати-шох (мавзолея Святого Шаха).
Прах Энвер-паши был торжественно передан президенту Турции Сулейману Демирелю таджикским руководителем из Бальджуана Изатулло Хаёевым 4 августа 1996 года.

## Награды
Османская империя:
- Орден Меджидие 1-й степени
- Орден Меджидие 3-й степени
- Орден Османие 1-й степени (24 марта 1915)
- Орден Османие 3-й степени
- Военная медаль (лето 1915)

Германская империя (Королевство Пруссия):
- Орден «Pour le Mérite» (23 августа 1915)
- Дубовые листья к ордену «Pour le Mérite» (10 января 1916)
- Железный крест 1-го класса (26 февраля 1915)
- Железный крест 2-го класса
- Шеф Гвардейского фузилёрного полка[нем.] (13 сентября 1916)

Австро-Венгрия:
- Крест «За военные заслуги» 1-й степени с военными украшениями
- Большая Военная медаль «За заслуги»

## Фотогалерея

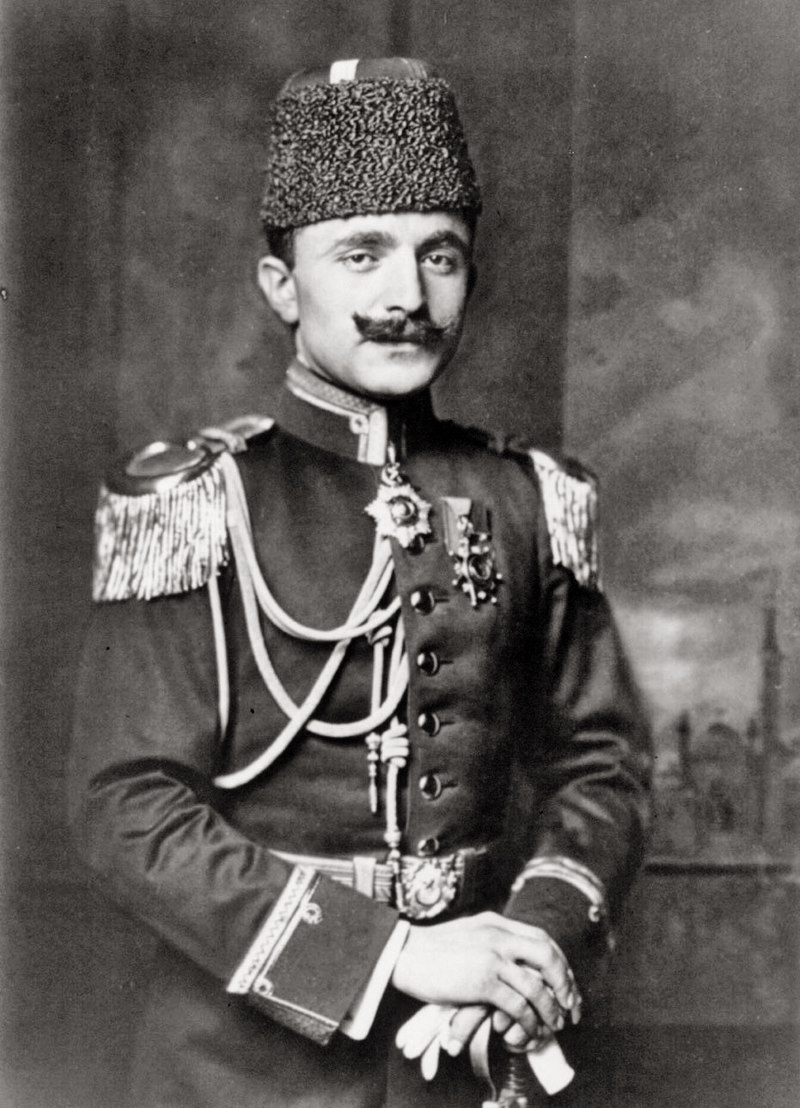
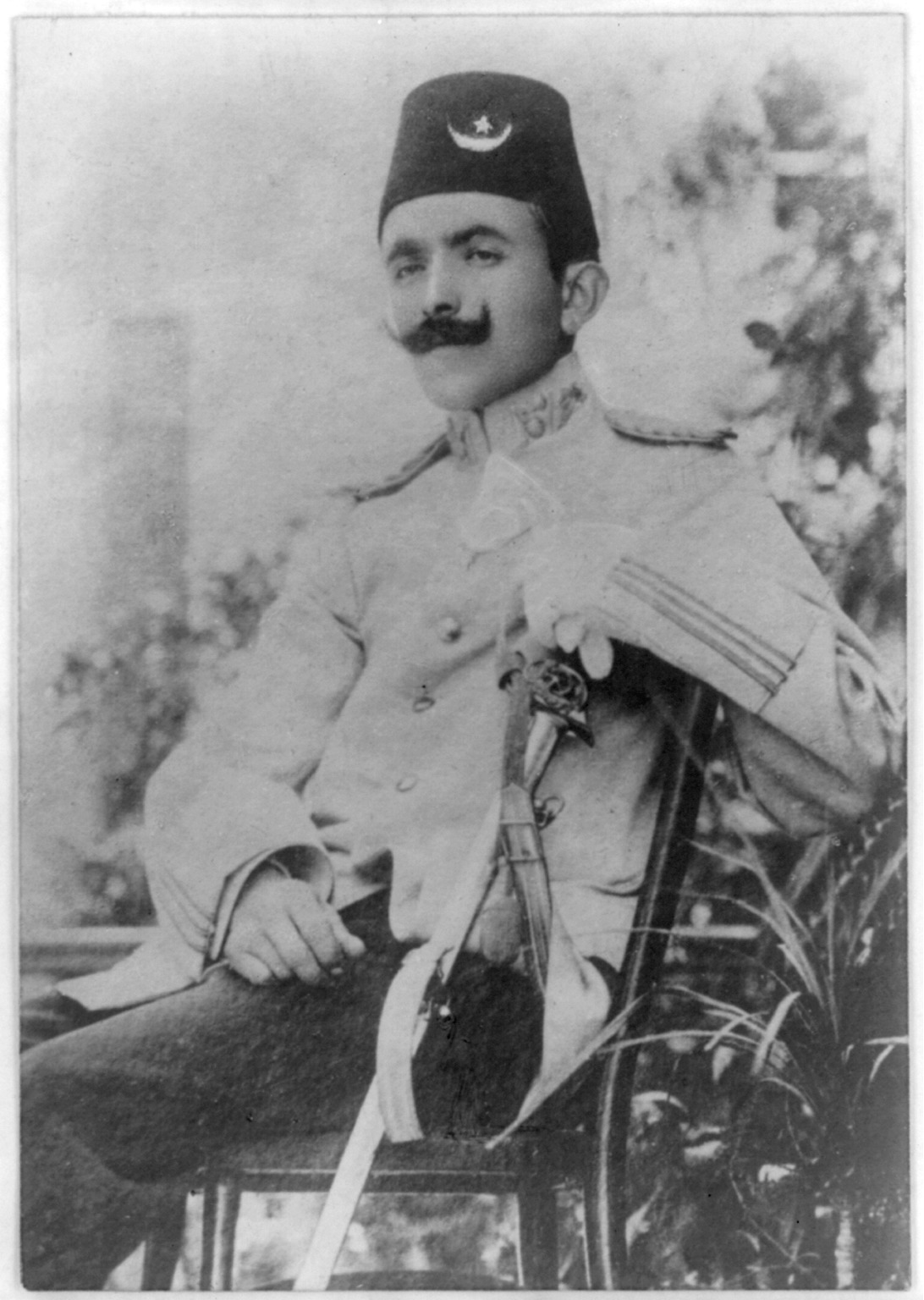
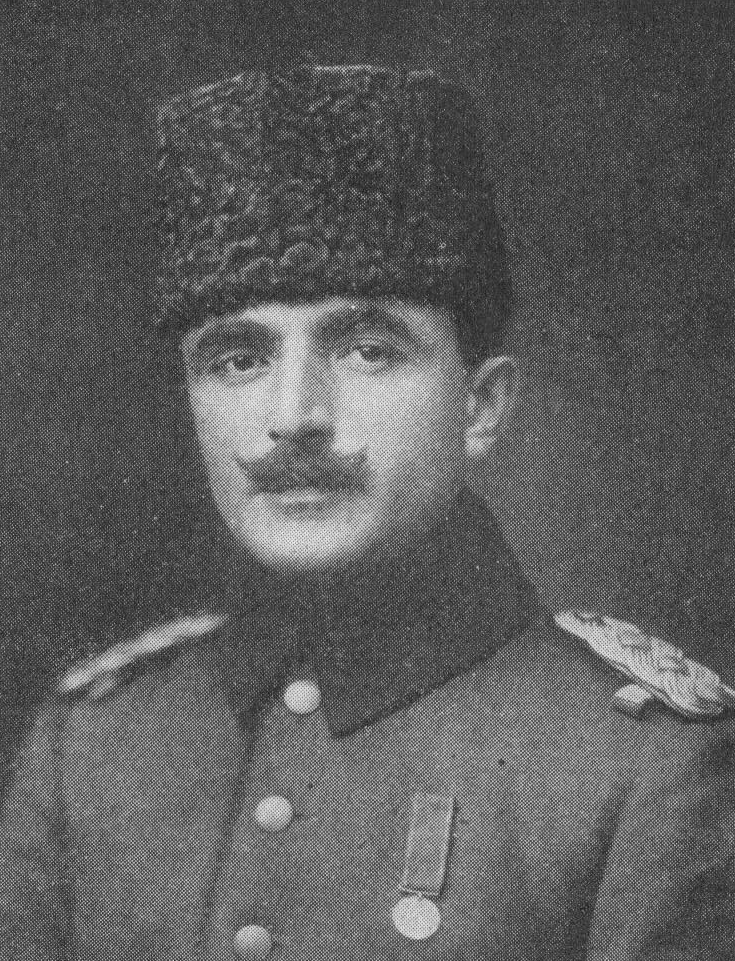
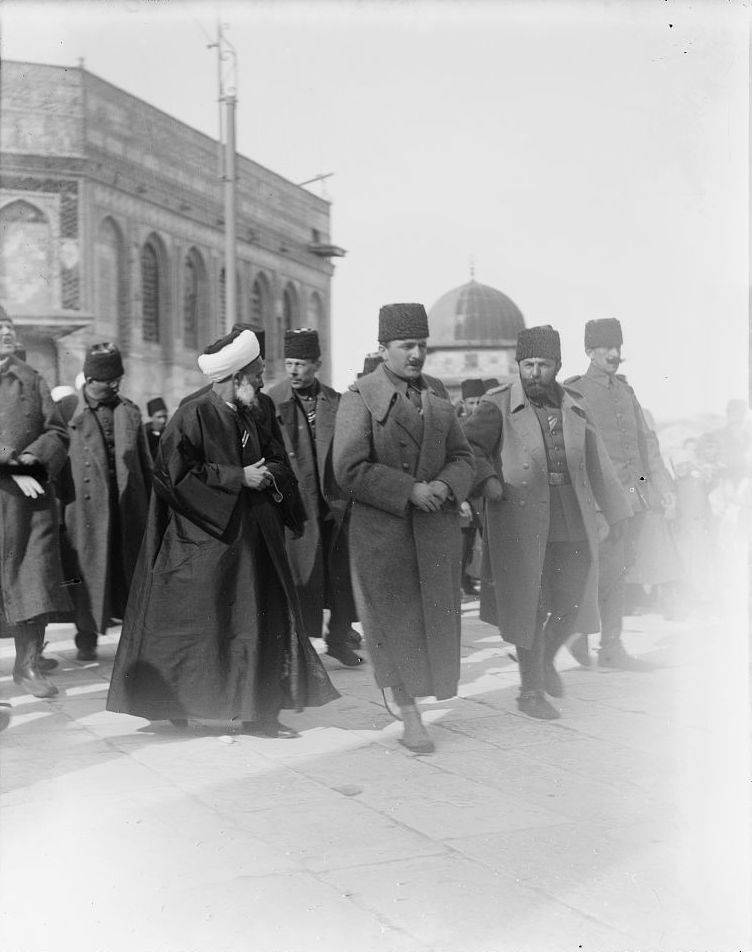
Энвер-паша посещает Купол Скалы
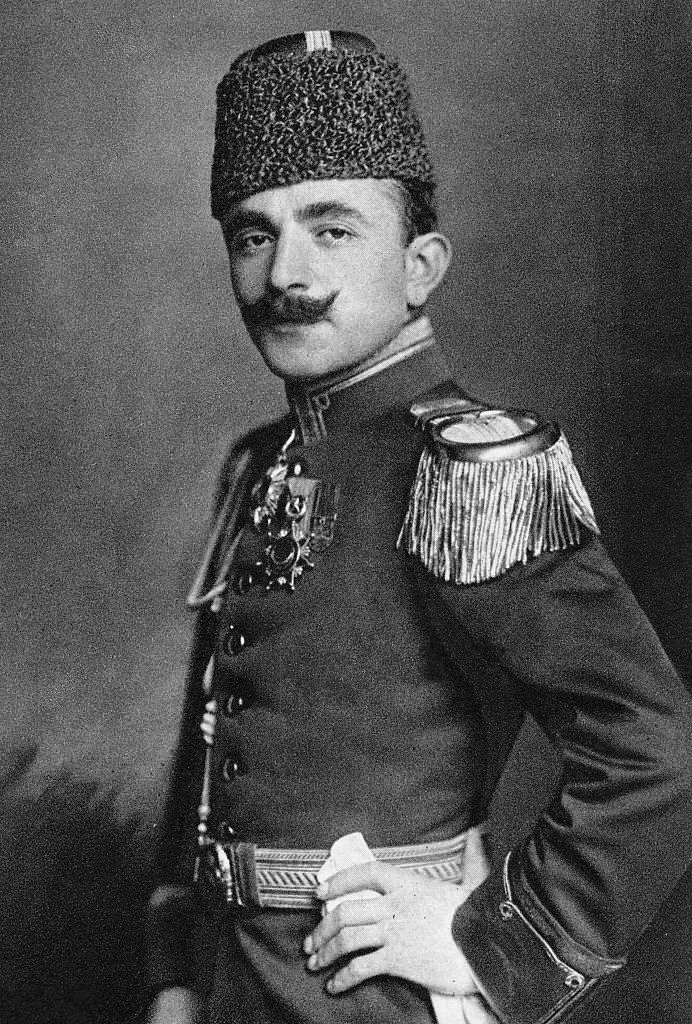
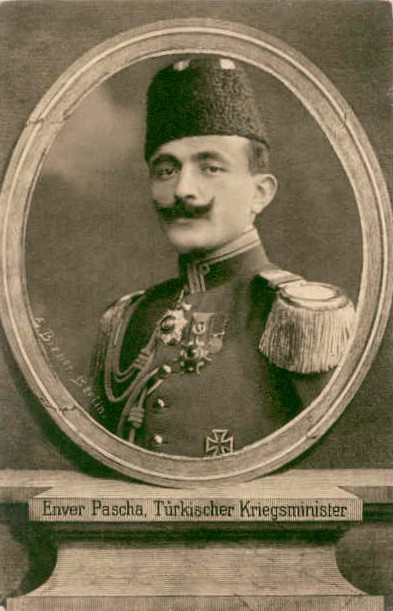
Энвер-паша на германской открытке времён войны